# Belgian Datum 1972
Belgian Datum 1972 (BD72) is de beschrijving van het geodetisch referentiekader waarmee de Belgische stafkaarten werden geproduceerd vanaf 1972.

## Geschiedenis
In 1950 werd een eerste vereffening van het triangulatienet opgemaakt. De oriëntatie en lokalisatie van het net werd bepaald door astronomische waarnemingen. De nauwkeurigheid van de Lambert50-projectie was voldoende voor gewone stafkaarten (1:25 000; 1:50 000), maar bleek niet geschikt voor andere toepassingen.
Tussen 1955 en 1969 werden daarom nieuwe waarnemingen verricht (bijkomende astronomische punten, afstandsmetingen). Hierbij werden de Kemmelberg en de Baraque Michel) als referentie gebruikt. De volledige vereffening volgens de methode van de kleinste kwadraten en de Lambert72-projectie werd in 1972 uitgevoerd.
Bij de implementatie van Lambert 2008 werd het vervangen door de WGS84 en de ETRS89 geodetische datums.

## Voornaamste kenmerken
| Kenmerk                       | Waarde                              |
| ----------------------------- | ----------------------------------- |
| Toegevoegde ellipsoïde        | Hayford (a = 6378388, 1/f = 297)    |
| Fundamenteel punt             | Koninklijke Sterrenwacht van België |
| Toegevoegde kaartvoorstelling | Belgische Lambert                   |